# Keulakkopää
Keulakkopää är en kulle i Finland.   Den ligger i den ekonomiska regionen Norra Lappland och landskapet Lappland, i den norra delen av landet, 800 km norr om huvudstaden Helsingfors. Toppen på Keulakkopää är 422 meter över havet, eller 95 meter över den omgivande terrängen. Bredden vid basen är 3,0 km.
Terrängen runt Keulakkopää är huvudsakligen platt. Trakten runt Keulakkopää är nära nog obefolkad, med mindre än två invånare per kvadratkilometer. Det finns inga samhällen i närheten. 